# Journal of Ultrasound in Medicine
Journal of Ultrasound in Medicine is een internationaal, aan collegiale toetsing onderworpen wetenschappelijk tijdschrift op het gebied van de
echografie.
De naam wordt in literatuurverwijzingen meestal afgekort tot J. Ultrasound Med.
Het wordt uitgegeven door het American Institute of Ultrasound in Medicine en verschijnt maandelijks.